# Syriens Davis Cup-lag
Syriens Davis Cup-lag styrs av syriska tennisförbundet och representerar Syrien i tennisturneringen Davis Cup, tidigare International Lawn Tennis Challenge. Syrien debuterade i sammanhanget 1986, och vann Asien-Oceanienzonens Grupp III år 2000.